# Ana Kokkinos
Ana Kokkinos (Melbourne, 3 de agosto de 1958) es una directora y guionista de cine y televisión australiana de ascendencia griega. Es conocida por su primer largometraje, Head On (1998), y ha dirigido series de televisión como The Secret Life of Us, The Time of Our Lives y Ten Pound Poms.
The Guardian escribió: «La obra cinematográfica de Kokkinos es una de las más impactantes del cine australiano».

## Biografía
Kokkinos nació en Melbourne y antes de su carrera en el cine, trabajó como abogada industrial.
En 1991, fue aceptada en el programa de posgrado de cine y televisión del Victorian College of the Arts. 

## Trayectoria

### Trabajos tempranos
La carrera de Kokkinos comenzó con Antamosi (1992), un cortometraje que dirigió mientras cursaba su primer año en la escuela de cine y que examina la relación de una familia de inmigrantes contada desde la perspectiva de tres generaciones de mujeres. Al proceder ella misma de una familia de inmigrantes griegos, la obra de Kokkinos trata a menudo temas de identidad y familia.
Su siguiente película fue el cortometraje de 50 minutos Only the Brave (1994). Esta película sigue a Alex mientras observa impotente cómo su mejor amiga Vicki cae víctima de sus tendencias autodestructivas.

### 1998 a 1999: Gran avance conHead On
En Head On (1998), Kokkinos explora la relación entre la ciudad y el individuo. Head On sigue a Ari, un adolescente grecoaustraliano que deambula por las calles de Melbourne, luchando con su identidad de hombre gay y la identidad que su familia desea imponerle.
Head On dividió a la comunidad griega en Australia. Kokkinos declaró en una entrevista con Los Angeles Times: «Lo que hizo fue abrir un diálogo entre los griegos más jóvenes y sus padres. La película ha derribado barreras».
La película fue una adaptación de la novela Loaded, escrita por Christos Tsiolkas, y recibió numerosos premios, entre ellos el de mejor ópera prima en el Festival Internacional de Cine Lésbico y Gay de San Francisco, así como el de mejor película en el Festival Internacional de Cine Lésbico y Gay de Milán.

### Desde la década de 2000 hasta la actualidad
Su siguiente película, The Book of Revelation (2006), fue una adaptación de la novela homónima por Rupert Thomson. En The Book of Revelation, Daniel sale de su casa para comprar cigarrillos, pero es secuestrado por tres mujeres enmascaradas que lo someten a abusos físicos y emocionales. Las mujeres también violan repetidamente a Daniel. The Book of Revelation fue nominada al premio al Mejor Guion por el Instituto Australiano de Cine.
Blessed (2009) trata de la relación entre madre e hijo, que tiene lugar en el transcurso de 24 horas. Blessed fue nominada por el Instituto Australiano de Cine al Mejor Guión Adaptado en 2009.
En mayo de 2022, la BBC y STAN encargaron a Kokkinos la dirección de Ten Pound Poms, un drama sobre los ciudadanos británicos que emigraron a Australia tras la Segunda Guerra Mundial.

## Vida personal
Kokkinos es abiertamente lesbiana. Se dio cuenta de que era gay a los 15 años. En una entrevista concedida a Los Angeles Times, declaró: «Tuve que pasar por un largo proceso para aceptarlo, y no fue fácil, pero no creo que sea fácil para nadie». Sin embargo, rechaza la etiqueta de «cineasta lesbiana», afirmando que es capaz de representar todo tipo de personajes en la pantalla. Mantiene una larga relación con su colaboradora Mira Robertson desde los años 80.

## Filmografía seleccionada
- Anatamosi (1992)
- Only the Brave (1994)
- Head On (1998)
- The Book of Revelation (2006)
- Blessed (2009)
- The Hunting (miniserie de televisión de 2019)
- Here Out West (codirectora, con Leah Purcell y otros) [16]